# بخش‌های دپارتمان اور
بخش‌های دپارتمان اور (انگلیسی: Arrondissements of the Eure department) شامل ۳ بخش به شرح زیر است:
1. بخش لز-آندلی با ۱۸۸ کمون (فرانسه) و جمعیت ۱۸۱ هزار نفر در سال ۲۰۱۳ می‌باشد.
2. بخش برنه با ۳۰۹ کمون (فرانسه) و جمعیت ۱۶۶ هزار نفر در سال ۲۰۱۳ می‌باشد.
3. بخش اوروو با ۱۰۵ کمون (فرانسه) و جمعیت ۲۴۷ هزار نفر در سال ۲۰۱۳ می‌باشد.